# Laufen (Elveția)
Laufen este o localitate în cantonul Basel-Provincie, Elveția.